# Вафопулос, Георгиос
Георгиос Вафопулос (греч. Γεώργιος Βαφόπουλος; 24 августа 1903, Гевгелия, Османская Македония — 15 сентября 1996, Фессалоники) — греческий поэт, прозаик, театральный писатель и критик 20-го века.

## Детские годы
Георгиос Вафопулос родился в городе Гевгелия Османской Македонии, сохранявшим в тот период значительную часть своего грекоязычного населения.
Был вторым сыном (из числа 5) в семье Фомы Вафопулоса и Рулы Демердзи.
Окончил начальную школу в Гевгелии.
По окончании Второй Балканской войны и против ожиданий грекоязычного населения, Гевгелия оказалась на территории Сербии.
Греческое население предпочло массово переселиться по ту сторону границы, в Греческую Македонию.
Семья Вафопулоса была в том числе и перешла на греческую территорию в разгар Первой мировой войны. Первоначальна семья обосновалась в городе Эдесса, затем жила в селе Фанос нома Килкис и в городке Гуменисса.
В 1917 году семья переехала в македонскую столицу, город Фессалоники, где Вафопулос окончил гимназию (1923).
В том же году он переехал в Афины, где поступил на математический факультет Афинского университета и параллельно работал переписчиком в Большой Грамматике греческого языка Георгиоса Хадзидакиса.
Однако вскоре, в начале 1924 года, заболев туберкулёзом, он был вынужден вернуться в Салоники. .

## Первые шаги в литературе
Первая попытка Вафопулоса написать стихотворение состоялась в возрасте 15 лет, когда он написал панегерик в стихах, посвящённый Элефтерию Венизелосу.
В 1921 году он опубликовал свои поэмы: Женщина и Элегия несправедливо убитым.
В течение своего короткого пребывания в Афинах (1923—1924) он познакомился с поэтом Костасом Паламасом и писателем Григорисом Ксенопулосом.
В 1927 году и по рекомендации К. Паламаса стал публиковать свои работы в литературном журнале Новый Очаг (Nέα Eστία).

## Карьера

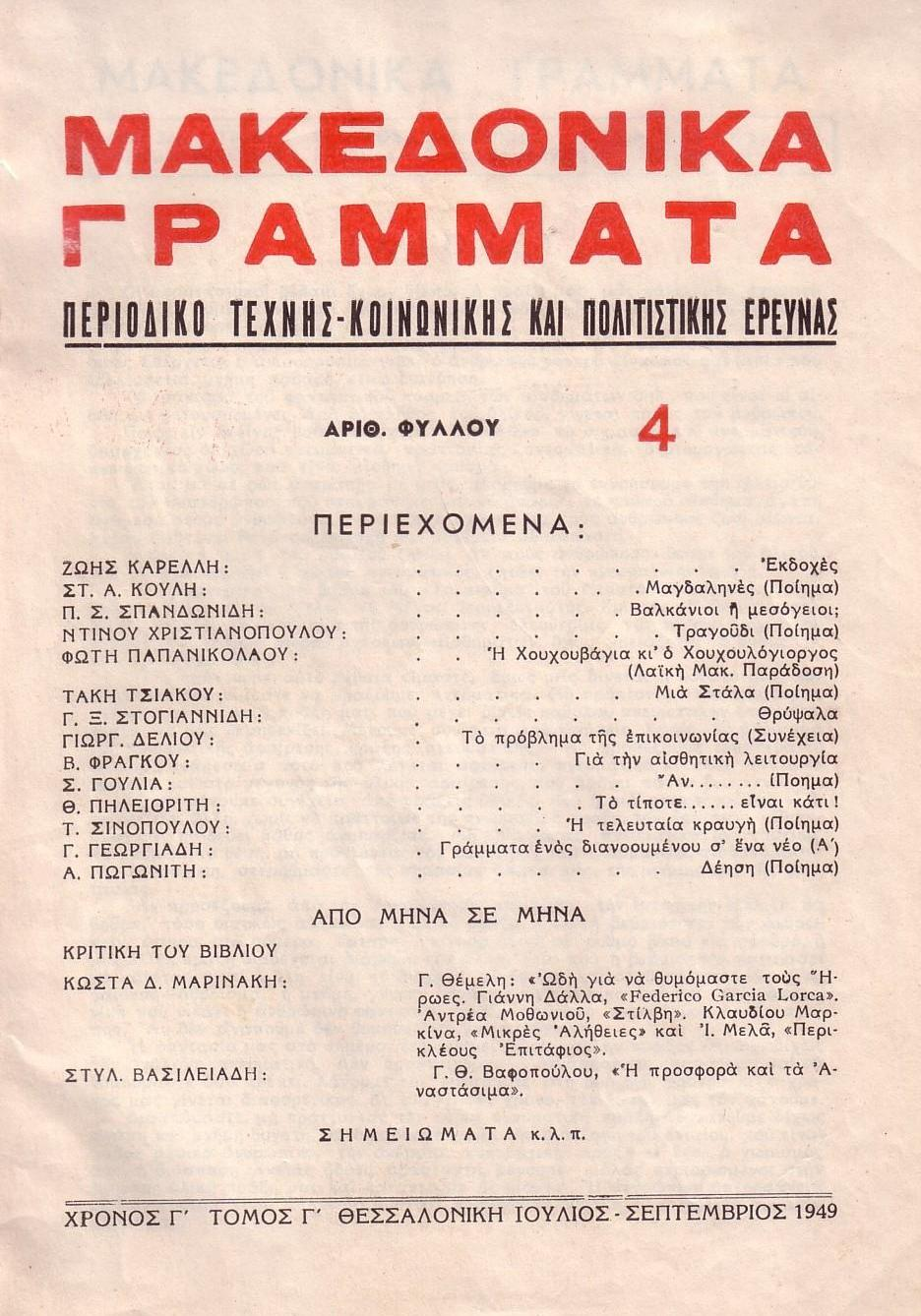
Обложка журнала «Македонская литература».

После возвращения в Салоники, в 1924 году возглавил, вместе с Костасом Коккиносом, дирекцию журнала «Македонская литература» (Μακεδονικά Γράμματα).
С этого периода сотрудничал со многими журналами и газетами, где публиковал свои стихи, рассказы и статьи.
В 1932 году он был назначен на службу в муниципалитет Салоник, где в 1938 году создал Муниципальную библиотеку Салоник.
Вафопулос оставался директором Салоникской библиотеки до 1963 года.
В годы тройной, германо-итало-болгарской, оккупации Греции, жил в Афинах и работал в Муниципальной библиотеке Афин.
Здесь он познакомился и был дружен с писателями М. Панайотопулосом и Г. Темелисом.
В этот период он также был дружен с писателями Галатеей Казандзаки, с Цезарем Эммануил, Стелиосом Ксефлудасом, Т. Афанасиадисом, Т. Аграсом и другими литераторами.
После приглашения Британского Совета Афин, в 1951 году он совершил поездку в Англию чтобы изучить на месте работу британских библиотек.

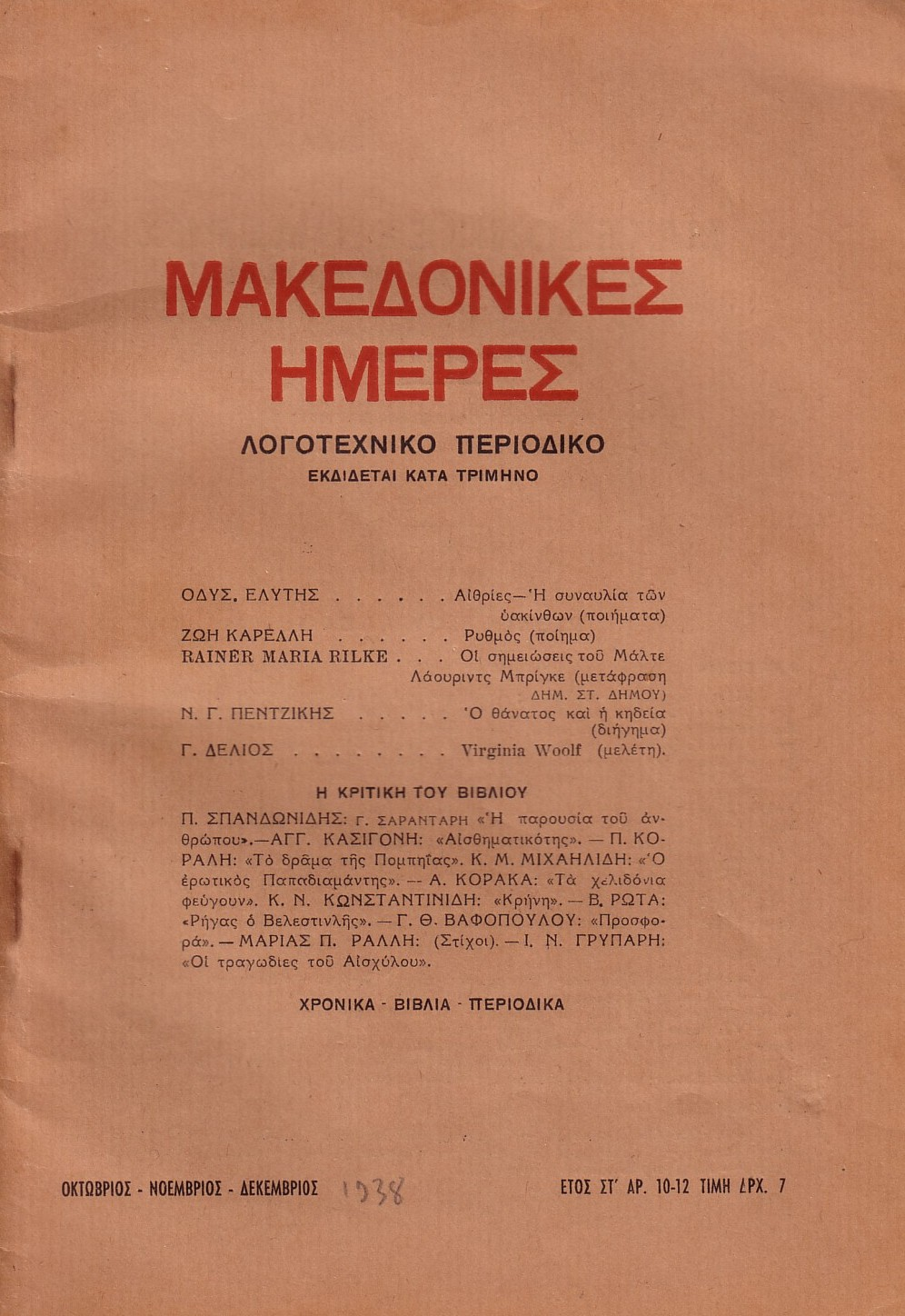
Обложка журнала «Македонские дни»

Вафопулос был членом издательской группы журнала «Македонские дни» (Μακεδονικές Ημέρες).
Был генеральным секретарём первого Государственного театра Салоник (1944) и членом правления Государственного театра Северной Греции (1964—1967).
Он был также членом-корреспондентом Афинской академии (1980), почётным профессором философского факультета Аристотелева университета (1988), членом жюри литературных премий муниципалитета Салоник и жюри конкурса Марии Ралли, членом-корреспондентом Общества греческих литераторов, членом Общества литераторов Салоник, членом жюри Салоникского кинофестиваля (1966).

## Личная жизнь
В 1924 году он познакомился с Антулой Статопулу, на которой женился в 1931 году.
В 1925 году был призван на службу в 1-й полк Афин, но годом позже был демобилизован в силу своей болезни.
В 1931 году совершил путешествие на Афон. В 1935 году умерла его жена.
В 1938 году Вафопулос совершил поездки в Италию, Францию и Швейцарию.
В том же году познакомился с Анастасией Геракопулу, на которой женился в 1946 году.
Летом 1955 года он посетил могилу своего деда, убитого болгарскими четниками, а затем пересёк югославскую границу и посетил Гевгелию.
Поэт был абсолютен в своих взглядах касательно Македонии:

Македония всегда была греческой. Странное другое: Когда в Скопье говорят о «Македонии» мы, к сожалению -подчёркиваю к сожалению- не ведём разговор о греческих городах, которые сегодня находятся в Югославии. Мы не ведём разговора о Гевгелии, Дойрани, Монастире, Струмице — городах исключительно греческих. Следовательно мы являемся виновниками в большей степени, нежели они. В любом случае, для меня никогда не существовало «Македонского вопроса».

В 1957 году он совершил поездку в США.
Последовали Поездки в Австрию, Румынию и Болгарию.
В 1968 году посетил Бельгию, Голландию и Германию, в 1969 году Италию, в 1970 году Испанию и в 1973 году скандинавские страны.
В 1974 году посетил Кипр.

## Награды
Вафопулос был награждён Первой премией на конкурсе рассказа издательства Новый Очаг (1927), премией муниципалитета Салоник (1963), Государственной литературной премией (1967), Премией поэзии фонда Костаса и Элени Урани Афинской академии (1972)

## Культурный центр Вафопулоса
В 1983 году на средства подаренные Вафопулосом и его женой Анастасией, был создан Салоникский культурный центр Вафопулоса.
Георгиос Вафопулос умер в Салониках в 1996 году.

## Работы
Вафопулос оставил после себя большое число работ в прозе и стихах.
Он отразил жизнь македонской столицы с османского периода и до Второй мировой войны
Одной из таких работ было его последнее исследование Сказки Салоник, которое он написал в ο 1993 году.
Он начал свою литературную деятельность с неосимволизма и обновлённых традиций, был подвержен влиянию Константина Паламаса, Константина Кавафиса, Бодлера и Константина Кариотакиса.
Позже в своей работе Предложение (Προσφορά), он обратился к новым выразительным средствам, почти одновременно с движением сюрреализма, но не следуя его лозунгам. Его поэтический профиль сформировался в последние 5 лет межвоенного периода и его основные работы были написаны после войны и оккупации.
Самые значительные работы Вафопулоса:
- «Розы Миртали», 1931, поэтический сборник (Tα ρόδα της Mυρτάλης, 1931, ποιητική συλλογή)
- «Эсфирь», библейская трагедия в стихах 1934 (Εσθήρ•Έμμετρη βιβλική τραγωδία. 1934).
- Большая ночь и Окно" , 1959, поэтический сборник (H Mεγάλη Nύχτα και το Παράθυρο, 1959, ποιητική συλλογή)
- «Присмертное и сатира», 1966, поэтический сборник (Eπιθανάτια και Σάτιρες, 1966, ποιητική συλλογή
- «Последующее», 1966, поэтический сборник (Tα Eπιγενόμενα, 1966, ποιητική συλλογή)
- «Духовное лицо Салоник», эссе 1980 (Το πνευματικό πρόσωπο της Θεσσαλονίκης. 1980)
- с 1970 по 1975 год Вафопулос издал в 4-х томах свою работу «Страницы автобиографии» (Σελίδες Aυτοβιογραφίας), которую дополнил 5-м томом в 1991 году.
- «Скрипка Анники», рассказы 1989 (Το βιολί της Αννίκας• Διηγήματα. 1989).